# Shlomo Sand
Shlomo Sand (pronuncia-se Zand; em hebraico:  שלמה זנד) (Linz, 10 de setembro de 1946) é um historiador israelense, professor emérito de história na Universidade de Tel Aviv e autor do polêmico livro A Invenção do Povo Judeu (Verso Books, 2009). Suas principais áreas de interesse são o nacionalismo, história do cinema e história intelectual francesa.

## Biografia
Sand nasceu em Linz, Áustria. Seus pais, judeus poloneses sobreviventes do Holocausto, eram comunistas e anti-imperialistas, e se recusaram a receber compensações da Alemanha após a Segunda Guerra. Sand passou seus primeiros anos em um acampamento de pessoas deslocadas. Mudou-se com a família para Jafa, em 1948. Aos 16 anos, foi expulso da escola e só terminou seu bagrut (ensino médio) após o serviço militar. Deixou a União da Juventude Comunista de Israel (Banki) e, em 1968, juntou-se à Matzpen, mais radical e antissionista. Em 1970, deixa a Matzpen, desiludido com a organização.
Recusou uma oferta do partido comunista israelense (Rakah) de estudar cinema na Polônia e, em 1975, graduou-se em História pela Universidade de Tel Aviv. De 1975 a 1985, depois de ganhar uma bolsa de estudos, estudou e mais tarde ensinou em Paris, tendo obtido um mestrado em História e, depois, doutorado, na École des hautes études en sciences sociales, com a tese Georges Sorel et le marxisme. Rencontre et crise 1893-1902. A partir de 1982, Sand lecionou na Universidade de Tel Aviv, assim como na Universidade da Califórnia em Berkeley e na École des Hautes Études en Sciences Sociales, em Paris.

## A Invenção do Povo Judeu
O livro de Sand mais conhecido é A Invenção do Povo Judeu, publicado originalmente em hebraico (Resling, 2008) como Matai ve’eich humtsa ha‘am hayehudi? (Quando e como foi inventado o povo judeu?) e posteriormente traduzido para o inglês (Verso, 2009). Em resenha do livro publicada no Haaretz, Ofri Ilani escreveu que a obra de Sand é uma tentativa de "provar que o povo judeu nunca existiu como 'nação-raça' com uma origem comum, mas é uma mistura colorida de grupos que, em diferentes momentos históricos, adotaram a religião judaica. Ele argumenta que, segundo vários ideólogos sionistas, a percepção mítica dos judeus como um povo antigo levou a um pensamento realmente racista".
Um dos componentes do argumento de Sand é que os judeus que vivem em "Israel original", não foram exilados após a revolta de Barcoquebas. Ele sugeriu que grande parte da população judaica mundial presente dia são indivíduos e grupos, que se converteu ao judaísmo em períodos posteriores. Além disso, ele sugere que a história do exílio era um mito promovido pelos primeiros cristãos para recrutar judeus à nova fé. Sand escreve que "Os cristãos queriam gerações posteriores de judeus para acreditar que os seus antepassados tinham sido exilados como um castigo de Deus". Sand argumenta que a maioria dos judeus não foi exilada pelo Romanos, e foi autorizada a permanecer no país. Ele coloca o número de exilados em dezenas de milhares de pessoas, no máximo e argumenta, ainda, que muitos dos judeus convertidos ao Islão, após a conquista árabe, foram assimilados pelos conquistadores. Assim, ele conclui que os ancestrais dos árabes palestinos eram judeus.
As explicações de Sand sobre o nascimento do mito de um povo judeu, como um grupo com origem étnica comum, foi resumida da seguinte forma: "num certo estágio, no século XIX, os intelectuais de origem judaica na Alemanha, influenciados pelo nacionalismo alemão, tomaram a si a tarefa de inventar um povo "retrospectivamente", na ânsia de criar um povo judeu moderno. A partir do historiador Heinrich Graetz em diante, os historiadores judeus começaram a desenhar a história do judaísmo como a história de uma nação que tinha sido um reino, tornou-se um povo errante e, finalmente, deu meia-volta e retornou à sua terra natal".
A área de especialização de Sand é a história moderna da França e da Europa, e não a antiguidade.  Em resposta às críticas israelenses de que ele escrevera sobre a história judaica, em vez de escrever sobre a história europeia, ele declarou que "um livro como este precisa de um historiador que esteja familiarizado com os conceitos da pesquisa histórica utilizados pela academia no resto do mundo".

## Histórico de publicações
O livro estava na lista dos mais vendidos em Israel por 19 semanas e rapidamente foi para 3.ª edição, quando publicado em francês. Na França, recebeu o "Prêmio Aujourd'hui", o prêmio de jornalistas para top de não-ficção política ou obra histórica.
Em outubro de 2009, o livro  foi publicado em Inglês pela Verso Books. Em março de 2010, foi publicado em russo, pela Eksmo. Em abril de 2010, foi publicado em alemão pela Propyläen Verlag. Em 2010, foi lançada a tradução húngara, pela Kairosz Kiadó. Em agosto de 2011, a obra foi publicada em polonês, pela Wydawnictwo Akademickie Dialog. Em abril de 2012, uma continuação, A Invenção da Terra de Israel, foi publicada em hebraico pela Kinneret Zmora-Bitan Dvir.  Em dezembro de 2012, foi publicada em grego, por Books Pandora, e em português, pela Benvirá, em 2014.

## Publicações
- L'Illusion du politique, Paris, La Découverte, 1984 (ISBN 2-7071-1518-5).
- Intelectuais, Verdade e Poder, Tel Aviv, Am Oved, 2000 (em hebraico, ISBN 965-1314397).
- Le XXe siècle à l' écran, Paris, Seuil, 2004 (ISBN 2-02-0569167, também em hebraico e francês).
- Os historiadores, Tempo e Imaginação, Tel Aviv, Am Oved, 2004 (ISBN 965-1317337, em hebraico).
- The Words and the Land, Los Angeles, Semiotext, 2011 (ISBN 978-1584350965, também em francês).
- A Invenção do Povo Judeu, São Paulo, Benvirá, 2011 (ISBN 978-8502134775, também em hebraico, francês, inglês, alemão, árabe, italiano, russo, japonês, húngaro, sueco, esloveno, espanhol, chinês, polonês, turco, búlgaro, croata, grego, checo, coreano e Como o Povo Judeu foi inventado, Porto, Figueirinhas, 2012, ISBN 978-9726612209).
- A Invenção da Terra de Israel, São Paulo, Benvirá, 2012 (ISBN 978-8582400975, também em hebraico, francês, inglês, alemão, árabe, russo, espanhol, farsi, chinês, polonês, Checo).

- Como Deixei de Ser Judeu, São Paulo, Benvirá, 2015, (ISBN 978-8582402238, também em hebraico, francês, inglês, alemão, árabe, italiano, russo, espanhol, polonês).
- Twilight of History, London, Verso, 2017 (ISBN 978-1786630223, também em hebraico e francês).

- La Fin de l'intellectuel français?, Paris, La Découverte, 2016 (ISBN 978-2707189394).

- J. Julliard & S. Sand (eds.), Georges Sorel en son temps, Paris, Seuil, 1985 (ISBN 2-02-0089785).
- H. Bresheeth, M. Zimmerman & S. Sand (eds.), Cinema and Memory, Jerusalem, Zalman Shazar, 2004 (ISBN 965-2271918, em hebraico).
- S. Sand (ed.), Ernest Renan – On the Nation and the Jewish People, London, Verso, 2010, (ISBN 978-1844674626, também em hebraico e francês).